# (3688) Navajo
(3688) Navajo es un asteroide perteneciente al cinturón exterior de asteroides descubierto por Edward L. G. Bowell el 30 de marzo de 1981 desde la Estación Anderson Mesa, en Flagstaff, Estados Unidos.

## Designación y nombre
Navajo recibió al principio la designación de 1981 FD.
Más tarde, en 1988, se nombró en por los navajos, un pueblo indígena estadounidense.

## Características orbitales
Navajo orbita a una distancia media de 3,221 ua del Sol, pudiendo alejarse hasta 4,763 ua y acercarse hasta 1,679 ua. Su excentricidad es 0,4787 y la inclinación orbital 2,559 grados. Emplea 2111 días en completar una órbita alrededor del Sol.

## Características físicas
La magnitud absoluta de Navajo es 15,1.